# Parque Oeste (métro de Madrid)
Parque Oeste est une station de la ligne 12 du métro de Madrid. Elle est située sous la rue d'Istambul, à Alcorcón, dans la communauté de Madrid.

## Situation sur le réseau
Établie en souterrain, la station Parque Oeste est située sur la ligne 12 du métro de Madrid, entre Alcorcón Central et Universidad Rey Juan Carlos.

## Histoire
La station est inaugurée le 11 avril 2003, à l'occasion de la mise en service de la ligne.